# Delphine de Nucingen
Delphine Goriot, épouse du baron de Nucingen, est un personnage récurrent de La Comédie humaine d’Honoré de Balzac, dont les aventures débutent dans Le Père Goriot. 
Fille du vermicellier Jean-Joachim Goriot, née en 1792, elle a une sœur aînée, Anastasie de Restaud. Les deux sœurs se jalousent et se détestent copieusement.

## Chronologie dansLa Comédie humaine
- 1819. Delphine de Nucingen apparaît pour la première fois dans Le Père Goriot, femme du baron de Nucingen, qu’elle a épousé en 1808. Ce riche banquier ne lui donne que le strict nécessaire, c’est pourquoi Delphine est toujours à la recherche d’argent. Elle vient arracher à son père les derniers sous du vieillard pour payer les dettes contractées par elle chez Gobseck en faveur de son amant, Henri de Marsay. Maître Derville se charge des transactions. Devenue la maîtresse d’Eugène de Rastignac, elle s’installe avec lui dans un petit appartement aménagé par le père Goriot qui pense finir ses jours aux côtés des deux tourtereaux. Les espoirs du vieillard seront déçus. Delphine est tout entière occupée à être reçue chez la vicomtesse de Beauséant dont le salon au faubourg Saint-Germain ne s’ouvre qu’aux gens titrés de longue date. Ce qui n’est pas le cas de Delphine, ex-roturière. Eugène de Rastignac réussit tout de même à la faire admettre au bal d’adieu de la vicomtesse qui quitte Paris par dépit amoureux, après avoir été abandonnée par le marquis d'Ajuda-Pinto. Delphine ne poursuit qu’un seul but : appartenir au faubourg Saint-Germain, ce qu’elle parviendra à faire.
- 1821. Elle est à l’opéra dans Illusions perdues avec Rastignac, dans la loge de la duchesse de Langeais. Grâce à elle, Rastignac a réussi à faire son chemin dans la haute société.
- 1822. Dans Melmoth réconcilié, Castagnier, caissier de Nucingen, lui a remis les clés de la caisse de la banque en l’absence du baron.
- 1823. Un épisode comique se produit : en lui écrivant, Rastignac se trompe d’adresse et envoie sa lettre d’amour à la marquise de Listomère qui se prétend vertueuse (Étude de femme).
- 1824. Dans Le Bal de Sceaux, elle fait de Rastignac un banquier. Rastignac s’associe au baron de Nucingen dans les affaires.
- 1826. Delphine demande la séparation de biens avec son mari, en accord avec la proposition du baron de Nucingen (La Maison Nucingen).
- 1827. Courte apparition dans La Peau de chagrin en compagnie de la comtesse Foedora. Elle se produit en compagnie de sa fille, Augusta de Nucingen.
- 1829. Toujours maîtresse de Rastignac, bien que le jeune loup soit las de leur liaison, elle se moque de son vieux mari, amoureux d’Esther, et profite de sa mélancolie pour obtenir des subsides plus importants. En même temps, elle lui prodigue des conseils sur la façon de s’habiller et d’être séduisant pour sa courtisane : Splendeurs et misères des courtisanes. Elle fait appel au docteur Horace Bianchon pour confirmer que son mari souffre de « maladie d’amour ».
- 1831. Dans Autre étude de femme, elle figure parmi les invités à la soirée organisée par Félicité des Touches.
- 1832. Dans Une fille d'Ève, elle prête de l’argent à Marie de Vandenesse, sœur de madame du Tillet. Elle sera remboursée par Félix de Vandenesse.
- 1833. Dans Les Secrets de la princesse de Cadignan, elle évoque sa longue liaison avec Rastignac avant de rompre avec lui cette même année, en toute amitié.
- 1838-1839. Dans Le Député d'Arcis, Delphine marie sa fille Augusta à son ancien amant Eugène de Rastignac, ce qui lui vaut d’être enfin reçue chez la marquise d'Espard, reine de Paris. La marquise a remplacé la vicomtesse de Beauséant dans le rôle de femme qui trie ses invités sur le volet. Elle sera remplacée à son tour par Diane de Maufrigneuse, princesse de Cadignan.

## Romans dans lesquels le personnage apparaît
- La préface du Père Goriot où elle est considérée comme responsable de la mort de son père, donc femme criminelle.
- L'Interdiction
- Ferragus
- César Birotteau
- L'Envers de l'histoire contemporaine
- Splendeurs et misères des courtisanes
- Gobseck